# Ferrovia Parma-Suzzara
La ferrovia Parma-Suzzara è una linea ferroviaria italiana di proprietà regionale che collega Parma, in Emilia-Romagna, con Suzzara, in provincia di Mantova.
L'infrastruttura è gestita dalla Ferrovie Emilia Romagna Srl (FER), mentre il servizio passeggeri è svolto da Trenitalia Tper, prevalentemente impiegando treni regionali tra le due località capolinea.

## Storia
La linea entrò nella lista delle ferrovie di quarta categoria previste dalla legge 29 luglio 1879, n. 5002. Il progetto originario prevedeva che la linea ferroviaria Parma-Guastalla-Suzzara fosse a scartamento ridotto: solo all'approssimarsi del completamento dei lavori si optò per utilizzare quello standard a 1435 mm, grazie anche al soccorso straordinario da parte dello Stato. La concessione per la costruzione e l'esercizio della strada ferrata fu ottenuta dalla Società per la ferrovia Parma-Guastalla-Suzzara, costituitasi il 23 maggio 1881 e con sede a Parma, il cui capitale era formato dall'impresa costruttrice Weil-Scott & C, dalla provincia e dal comune.
La linea ferroviaria fu inaugurata il 27 dicembre 1883.
La società anonima subconcesse la ferrovia alla Società Veneta che la esercì a partire dal 1º gennaio 1885 fino al 6 febbraio 1986 quando subentrò la Gestione commissariale governativa della Ferrovia Parma Suzzara (FPS). Nel luglio 1969, nell'ambito di una ristrutturazione aziendale che riguardava la Società Veneta, essa avrebbe dovuto cedere l'esercizio a una sua controllata: la Società Veneta Autoferrovie (SVA). La società concessionaria originaria, ora semplice Consorzio Intercomunale, pose il veto alla sostituzione dell'ente esercente, per cui la Società Veneta dovette mantenere la gestione diretta della linea emiliana. Tuttavia, l'esercizio fu svolto dalla SVA per conto della società subconcessionaria tramite mandato institutorio.
Nel tratto ferroviario della bassa reggiana fu danneggiata dall'alluvione del 1951. A causa di questo evento, l'esercizio ferroviario fu dapprima sospeso, quindi riattivato una volta finito l'evento.
Dal 1º gennaio 1990, con l'eccezione di quella relativa alla Ferrovia Bologna-Portomaggiore, le gestioni commissariali governative della vecchia Società Veneta, compresa la FPS, furono unificate sotto un'unica amministrazione: la gestione commissariale governativa delle Ferrovie Venete. A seguito della legge n. 662/1996, dal 1º gennaio 1997 l'esercizio della ferrovia fu affidato, a titolo provvisorio, alle Ferrovie dello Stato allo scopo di regolare il previsto passaggio di gestione alla regione Emilia-Romagna. Il passaggio si verificò il 31 dicembre 2000, quando la FER subentrò all'azienda ferroviaria di stato.
Tra il 2004 e il 2010 il tronco fra Brescello e Parma è rimasto chiuso per i lavori necessari alla costruzione dell'interconnessione di Parma Est fra la linea Milano-Bologna Tradizionale e quella ad Alta Velocità e per quelli relativi alla messa in sicurezza del ponte sul torrente Enza.
Nel 2012 il servizio passeggeri è passato a TPER e, dal 1º gennaio 2020, a Trenitalia Tper.
il 16 marzo 2018 è stato annunciato che la linea verrà elettrificata.
Da fine 2017 alla primavera del 2019 la linea è stata chiusa nel tratto fra Brescello e Parma a causa dei lavori di messa in sicurezza dei binari, in seguito all'alluvione del fiume Enza presso Lentigione.
Nel 2021 la Regione Emilia-Romagna ha finanziato i lavori per l'elettrificazione della linea. La prima tratta a essere elettrificata sarà la Guastalla-Suzzara, con l'intento di attivare un servizio ferroviario diretto fra la stazione di Mantova e la stazione Mediopadana. Il 19 aprile 2021 è stato comunicato che i lavori di elettrificazione della tratta Guastalla-Suzzara partiranno nel 2021 con termine nel 2022, mentre l'intera linea sarà elettrificata entro il 2024; nel 2024 è stato comunicato che i lavori di elettrificazione sarebbero stati completati entro il 2025. L'11 luglio 2025 è stata comunicata la fine dei lavori.

## Percorso
| Unknown route-map component "uexCONTgq" | Unknown route-map component "uexSTR+r" | Continuation backward |  |  |

| Unknown route-map component "uexABZg+l" | Unknown route-map component "emKRZo" | Unknown route-map component "uexCONTfq" |

| Unknown route-map component "uexBHF" | Straight track |  |

| Unknown route-map component "uexhLKRZWae" | Unknown route-map component "hKRZWae" |  |

| Unknown route-map component "uexABZLg+l" | Unknown route-map component "emKRZo" | Unknown route-map component "uexCONTfq" |

| Unknown route-map component "uexBHF" | Straight track |  |

| Unknown route-map component "CONTgq" | Unused waterway under railway bridge | Unknown route-map component "ABZg+r" |  |  |

| Unknown route-map component "uexWBRÜCKE1" | Small bridge over water |  |

| Unknown route-map component "uexCONTgq" | Unknown route-map component "uexABZg+r" | Straight track |  |  |

| Unknown route-map component "uexHST" | Straight track |  |

| Unknown route-map component "uexHST" | Station on track |  |

| Unknown route-map component "uexKRWgl" | Unknown route-map component "uexKRW+r" + Straight track |  |

| Unknown route-map component "uexBHF" | Unknown route-map component "eDST" |  |

| Unknown route-map component "uexCONTgq" | Unknown route-map component "uexSTRr" | Straight track |  |  |

| Unknown route-map component "CONTgq" | Unknown route-map component "ABZgr" |  |

| Unknown route-map component "d" | Unknown route-map component "v-STRl" + Unknown route-map component "ev-SHI2gr" | Unknown route-map component "CONTfq" |

| Unknown route-map component "d" | Unknown route-map component "vexSTR-DST" |  |

| (4+564) |
| 4+646   |

| Unknown route-map component "d" | Unknown route-map component "ev-SHI2g+r" |  |

|  | Unknown route-map component "ABZgl" | Unknown route-map component "KINTeq" |

| Unknown route-map component "KRW+l" | Unknown route-map component "KRWgr" |  |

| Unknown route-map component "SKRZ-Ao" | Unknown route-map component "SKRZ-Au" |  |

| Unknown route-map component "CONTgq" | Unknown route-map component "ABZqr" | Unknown route-map component "KRZu" | Unknown route-map component "CONTfq" |  |

| Stop on track |

| Unknown route-map component "exKINTaq" | Unknown route-map component "eABZg+r" |  |

| Station on track |

| Small bridge over water |

| Stop on track |

| Station on track |

| Small bridge over water |

| Unknown route-map component "exCONTgq" | Unknown route-map component "eABZg+r" |  |

| Station on track |

| Stop on track |

| Unknown route-map component "HSTeBHF" |

| Small bridge over water |

| Unknown route-map component "CONTgq" | Unknown route-map component "ABZg+r" |  |

| Station on track |

|  | Unknown route-map component "ABZgl" | Unknown route-map component "KINTeq" |

| Stop on track |

| Station on track |

| Small bridge over water |

| Small arched bridge over water |

| Small arched bridge over water |

| Stop on track |

| Unknown route-map component "STR+GRZq" |

| Unknown route-map component "KDSTaq" | Unknown route-map component "ABZg+r" |  |

| Unknown route-map component "CONTgq" | Unknown route-map component "ABZg+r" |  |

| Station on track |

| Unknown route-map component "CONTgq" | Unknown route-map component "ABZgr" |  |

| Continuation forward |

La linea ferroviaria si stacca dalla stazione di Suzzara, punto di incrocio con la linea statale Mantova–Modena e la regionale Suzzara–Ferrara, per giungere al piazzale binari della stazione di Parma. Poco prima dell'ingresso alla stazione, la linea si congiunge a quella proveniente da Piadena.
Presso la stazione di Guastalla ha termine la linea per Reggio Emilia, mentre presso la stazione di Boretto si diramava un'altra ferrovia diretta al capoluogo emiliano, dismessa dal 1955. Nonostante molti utenti cadano in errore, non esiste nessuna stazione che serve direttamente il paese di Sorbolo a Levante, il quale è a sua volta servito da corse di bus interurbani parallele. Dopo il ponte sull’Enza la ferrovia raggiunge la cittadina di Sorbolo, punto di incrocio fra i treni da e per Parma. Dopo la fermata di Chiozzola, la linea si avvicina al capoluogo ducale.
Il posto di comunicazione "2° Bivio/PC Parma Est" è nato in funzione dell'interconnessione di Parma Est fra la Milano-Bologna Tradizionale e quella ad AV/AC. Tra questa località ferroviaria e la stazione di Parma il binario è doppio. Prima dei lavori di costruzione della linea ad alta velocità, il tronco in uscita dalla stazione di Parma fino alla località denominata Bivio Forno del Gallo era in comune con la Parma-Brescia.

## Traffico

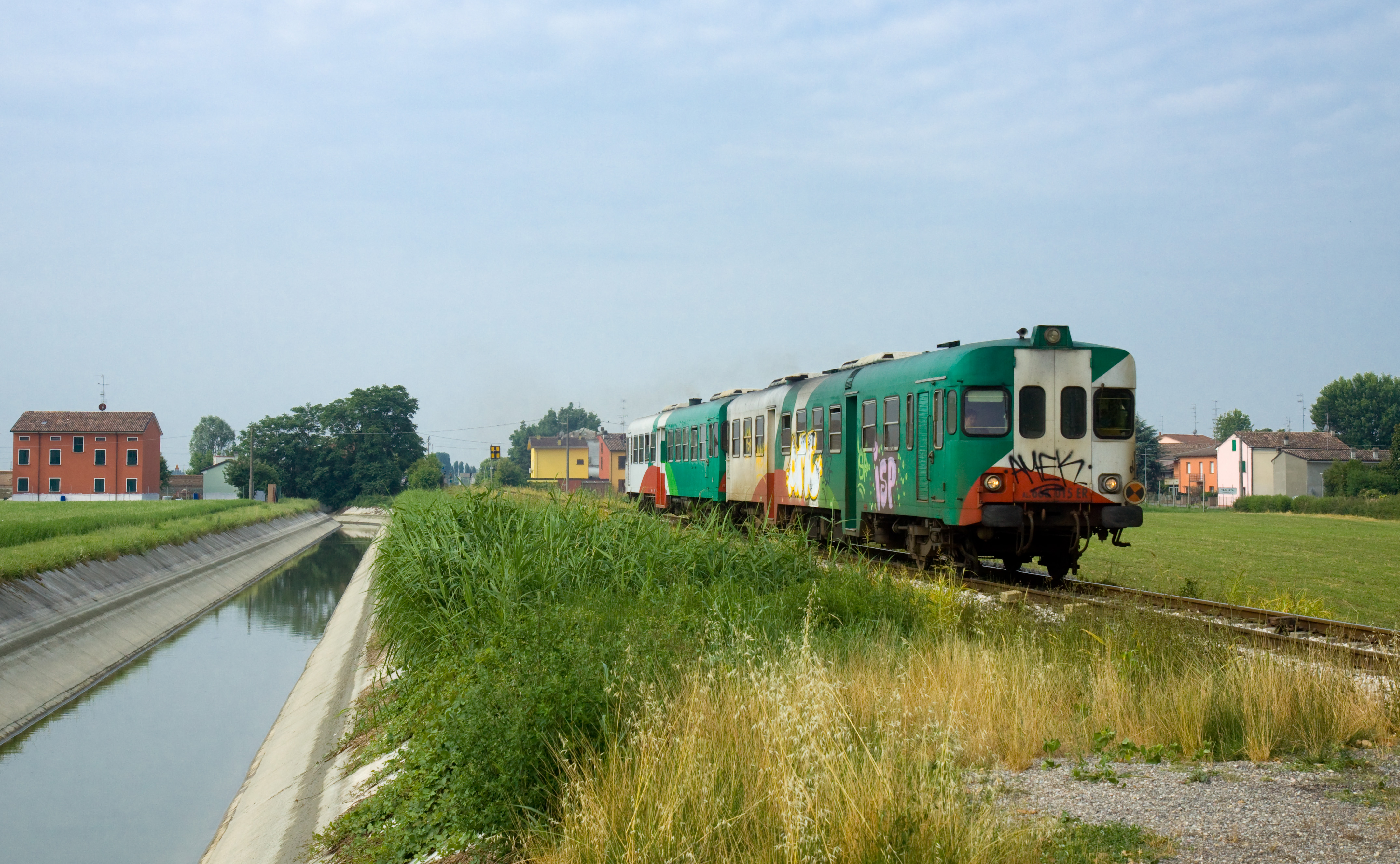
La linea presso Luzzara

Il servizio passeggeri è svolto da treni regionali lungo tutta la linea.
Gli orari dei treni sono cadenzati prevalentemente ogni ora.
Il servizio ferroviario è sospeso nei giorni festivi e sostituito da autobus.
Nonostante questa linea non attraversi di certo paesi molto popolati, essa registra, soprattutto negli orari di punta, un buon numero di utenti diretti verso il capoluogo Parma o verso i paesini rivieraschi.
Il servizio ferroviario è svolto da automotrici di Trenitalia Tper quali ALn 668, ALn 663, ATR 220 e alcune de Le turche ALn 067-082 dell'Azienda Consorziale Trasporti (ACT) di Reggio Emilia.
Il traffico merci sulla linea è generato principalmente dal trasporto di bobine dallo scalo merci di San Giacomo, sulla linea Reggio Emilia-Guastalla, mediante immissione in linea nella stazione di Guastalla e dallo stabilimento Barilla raccordato direttamente con la linea.

## Sicurezza
La linea da marzo 2020 è attrezzata con Sistema Controllo Marcia Treno (SCMT).

## Curiosità
La ferrovia compare in molte scene dei film della saga di Don Camillo soprattutto nella conosciuta stazione di Brescello-Viadana.